# كايو هنريكي
كايو هنريكي هو لاعب كرة قدم برازيلي يلعب كظهير أيسر أو في خط الوسط في نادي موناكو.

## روابط خارجية
- كايو هنريكي على موقع الاتحاد الأوربي (الإنجليزية)
- كايو هنريكي على موقع إي إس بي إن إف سي (الإنجليزية)
- كايو هنريكي على موقع قاعدة بيانات كرة القدم.إي يو (الإنجليزية)
- كايو هنريكي على موقع ليكيب (الفرنسية)
- كايو هنريكي على موقع ناشيونال فوتبول تيمز (الإنجليزية)
- كايو هنريكي على موقع Soccerbase.com (لاعب) (الإنجليزية)
- كايو هنريكي على موقع Soccerway.com (الإنجليزية)
- كايو هنريكي على موقع كووورة
- كايو هنريكي على موقع AS.com (الإسبانية)